# Walter Scheel
Walter Scheel (pron.: ˈval.tɐ ˈʃeːlⓘ; Solingen, 8 de julio de 1919-Bad Krozingen, 24 de agosto de 2016) fue un político alemán. Fue miembro y, de 1968 a 1974, presidente del partido liberal FDP, presidente de Alemania entre 1974 y 1979 (entonces la Alemania Occidental) durante el Gobierno de Helmut Schmidt, y vicecanciller de Alemania y ministro de Asuntos Exteriores entre 1969 y 1974 en el Gobierno de Willy Brandt.

## Biografía

### Inicios
Durante la Segunda Guerra Mundial sirvió en la Luftwaffe, operando con la unidad de caza nocturna Nachtjagdgeschwader 1. Terminó la contienda con el grado de Teniente primero y condecorado con la Cruz de Hierro. Según la revista Der Spiegel, que cita una «pista» del también presidente del FDP Erich Mende, Walter Scheel fue miembro del Partido nazi. Scheel dijo que en diciembre de 1942 recibió el aviso de que se había convertido en miembro del partido sin que él lo hubiera solicitado. La Comisión Independiente de Historiadores criticó en su informe publicado en octubre de 2010 que Scheel no hubiera admitido su afiliación al Partido Nazi hasta muchos años después de su nombramiento como ministro de Relaciones Exteriores.

### Carrera política
Tras el final de la guerra, Scheel se afilió al Partido Democrático Libre (FDP) en 1946 y fue designado presidente de esa agrupación política en 1968, puesto que tuvo hasta 1974. Walter Scheel fue ministro federal de Cooperación Económica (ministro abocado a la ayuda a los países en desarrollo) entre los años 1961 y 1966.
En 1969 facilitó una nueva coalición entre su partido y los socialdemócratas. Regresó al Gobierno como ministro de Asuntos Exteriores. Con Walter Scheel al frente de este departamento, la República Federal de Alemania renunció a continuar reclamando los territorios cedidos a Polonia y la Unión Soviética en 1945 y se reconoció oficialmente la existencia de la República Democrática Alemana (RDA), decisión que generó un agrio debate entre ciertos sectores de la opinión pública de la Alemania Occidental poco antes de la celebración de las elecciones federales de 1972. En esas elecciones, la coalición entre los liberales-demócratas y los socialdemócratas obtuvo una reelección y se mantuvieron los esfuerzos para mejorar las relaciones con países del otro lado del telón de acero.
Walter Scheel fue vicecanciller entre 1969 y 1974, además de ministro de Asuntos exteriores. En 1974 tuvo que actuar como canciller en funciones (entre el 7 y 16 de mayo) y se convirtió en presidente federal de Alemania Occidental (el 1 de julio de 1974). Ocupó la presidencia hasta el 30 de junio de 1979, cuando finalizó su mandato. Desde esa fecha Walter Scheel se retiró de la vida política y participó en alguna ocasión en actos públicos.

### Vida privada
Walter Scheel estuvo casado durante 24 años con Eva Charlotte Kronenberg (1921-1966), que murió de cáncer. De este matrimonio nació su hijo Ulrich. De 1969 a 1985 estuvo esposado con la médica Mildred Scheel (1932-1985), que trajo su hija Cornelia al matrimonio, y en 1970 nació Andrea-Gwendoline. El hijo Simón Martin fue adoptado en 1971 en Bolivia. En 1988 contrajo terceras nupcias con Barbara o Bárbara Scheel. De 2001 a 2008 vivieron en Berlín y un año después se mudaron a Bad Krotzingen. Desde el año 2012 vivía en una residencia para dementes.